# Autobuses urbanos de Gibraltar
El servicio de autobuses urbanos de Gibraltar está compuesto de doce líneas y alcanza todos los rincones del Territorio Británico de Ultramar de Gibraltar, excepto la reserva natural de Upper Rock. La empresa Gibraltar Bus Company opera nueve rutas con sus característico autobuses rojos, que son:
- Línea 1: de Market Place Terminus a Willi´s Road Terminus.
- Línea 2: de Market Place Terminus a Europa Point Terminus.
- Línea 3: de Referendum House Terminus a South Pavilion Steps Terminus.
- Línea 4: de Both Worlds Turnaround a Rosia Terminus.
- Línea 7: Línea circular. De Mount Alvernia Terminus.
- Línea 8: de Reclamation Road Terminus a Both Worlds Turnaround.
- Línea 9: de Rosia Terminus a Montagu Gardens Terminus.
- Nocturno 1: de Market Place Terminus a Willi´s Road Terminus.
- Nocturno 8: de Mosque a Black Strap Cove Terminus.

La empresa Calypso Bus Company opera tres líneas con la flota de autobuses rojos de dos plantas. Las líneas que operan son:
- Línea 5: de Frontier / Gibraltar International Airport a Reclamation Road Terminus.
- Línea 10: de Frontier / Gibraltar International Airport a Boyd Street Terminus.
- Línea X5: de Frontier / Gibraltar International Airport a Market Place Terminus.

Los autobuses, tienen un horario de 06:00 horas, a 24:00 horas. 
Los autobuses nocturnos, funcionan los viernes y los sábados, desde las 21:00 horas a 02:00 horas.